# Anne-Marie Quist
Johanne Maria Quist –conocida como Anne-Marie Quist– (Nijmegen, 27 de diciembre de 1957) es una deportista neerlandesa que compitió en remo. Participó en los Juegos Olímpicos de Los Ángeles 1984, obteniendo una medalla de bronce en la prueba de ocho con timonel.

## Palmarés internacional
| Juegos Olímpicos | Juegos Olímpicos             | Juegos Olímpicos  | Juegos Olímpicos |
| Año              | Lugar                        | Medalla           | Prueba           |
| ---------------- | ---------------------------- | ----------------- | ---------------- |
| 1984             | Los Ángeles (Estados Unidos) | Medalla de bronce | Ocho con timonel |